# Adamawa (wyżyna)

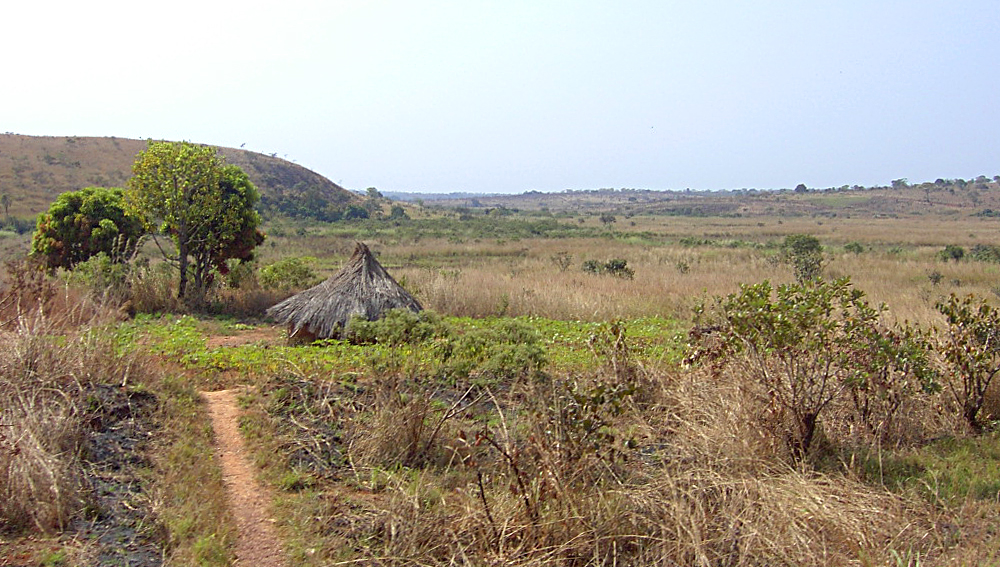
Wzniesienia na wyżynie Adamawa na terenie Regionu Adamawa

Wyżyna Adamawa – wyżyna w Afryce Zachodniej na terytorium Kamerunu, Republiki Środkowoafrykańskiej i wschodniej Nigerii. Położona na wysokości 1000–1500 m n.p.m. Zbudowana głównie z gnejsów prekambryjskich i młodszych skał wylewnych.
Ponad jej powierzchnię wznoszą się oddzielne góry, głównie wulkaniczne (Bamboutos, 2740 m). Wyżyna stanowi obszar źródłowy dla rzek: Benue, Sanaga, Logon. 
Występują tu wiecznie zielone lasy (na południu) oraz sawanny (na północy).